# キーガン・ローゼンベリー
キーガン・ローゼンベリー（Keegan Rosenberry、1993年12月11日 - ）は、アメリカ合衆国出身のプロサッカー選手。コロラド・ラピッズ所属。ポジションはDF。

## クラブ経歴
2016年のMLSスーパードラフトで、フィラデルフィア・ユニオンに1位指名（全体3位）された。3月6日のFCダラス戦でプロデビュー。
2018年12月19日、15万ドルの金銭トレードでコロラド・ラピッズに移籍。

## 代表歴
2017年1月6日、代表に初召集されキャンプに参加した。

## タイトル

### 個人
- MLSオールスター: 2016
- MLSフェアプレー賞: 2016